# Paul McCartney Live in Los Angeles
Paul McCartney Live in Los Angeles (рус. Концерт Пола Маккартни в Лос-Анджелесе) — концертный альбом Пола Маккартни, записанный во время «секретного» (никак не афишировавшегося заранее) выступления Маккартни и его группы в музыкальном магазине Amoeba Music в Голливуде (Лос-Анджелес, штат Калифорния, США)  27 июня 2007 года. Альбом был выпущен 17 января 2010 только в Великобритании и Ирландии и распространялся в рамках рекламной кампании в виде приложения к номерам газет (соответственно) The Mail on Sunday и Irish Sunday Mail.

## Об альбоме
В Paul McCartney Live in Los Angeles входит двенадцать треков, четыре из которых (2, 4, 5 и 12) ранее были выпущены в 2007 на мини-альбоме Маккартни Amoeba's Secret.
16 ноября 2012 Пол Маккартни выпустил самостоятельно (вне какого-либо лейбла) расширенную версию альбома (под названием «Live In Los Angeles — The Extended Set») в виде набора звуковых файлов в формате MP3, доступного для скачивания с официального сайта Маккартни только для «привилегированных» членов сообщества поклонников Маккартни на сайте (англ. "premium" members). В альбом были добавлены песни «Nod Your Head» и «House Of Wax».
Во время концерта были сыграны ещё несколько песен: «The Long and Winding Road», «I’ll Follow The Sun», «Calico Skies», «I’ve Got A Feeling», «Matchbox», «Let It Be». Записи исполнения этих песен на концерте пока ещё никак официально не изданы.
На концерте среди публики (несколько сотен человек; вход был свободным) присутствовали Ринго Старр, Оливия Харрисон, Джефф Линн, Барбара Орбисон (вдова Роя Орбисона) и Джо Уолш.

## Список композиций
Слова и музыка всех песен — Джон Леннон и Пол Маккартни, кроме указанных особо.
| №                   | Название                   | Автор(ы)              | Длительность |
| ------------------- | -------------------------- | --------------------- | ------------ |
| 1.                  | «Drive My Car»             |                       | 2:33         |
| 2.                  | «Only Mama Knows»          | Пол Маккартни         | 3:54         |
| 3.                  | «Dance Tonight»            | Маккартни             | 3:09         |
| 4.                  | «C Moon»                   | Пол и Линда Маккартни | 3:22         |
| 5.                  | «That Was Me»              | Маккартни             | 3:02         |
| 6.                  | «Blackbird»                |                       | 2:37         |
| 7.                  | «Here Today»               | Маккартни             | 2:38         |
| 8.                  | «Back in the U.S.S.R.»     |                       | 2:59         |
| 9.                  | «Get Back»                 |                       | 3:53         |
| 10.                 | «Hey Jude»                 |                       | 7:08         |
| 11.                 | «Lady Madonna»             |                       | 3:12         |
| 12.                 | «I Saw Her Standing There» |                       | 3:25         |
| Общая длительность: | Общая длительность:        | Общая длительность:   | 42:02        |

### Расширенная версия (The Extended Set)
Слова и музыка всех песен — Джон Леннон и Пол Маккартни, кроме указанных особо.
| №   | Название                   | Автор(ы)              | Длительность |
| --- | -------------------------- | --------------------- | ------------ |
| 1.  | «Drive My Car»             |                       | 2:33         |
| 2.  | «Only Mama Knows»          | Пол Маккартни         | 3:54         |
| 3.  | «Dance Tonight»            | Маккартни             | 3:09         |
| 4.  | «C Moon»                   | Пол и Линда Маккартни | 3:22         |
| 5.  | «That Was Me»              | Маккартни             | 3:02         |
| 6.  | «Blackbird»                |                       | 2:37         |
| 7.  | «Here Today»               | Маккартни             | 2:38         |
| 8.  | «Back in the U.S.S.R.»     |                       | 2:59         |
| 9.  | «Nod Your Head»            | Маккартни             | 1:20         |
| 10. | «House Of Wax»             | Маккартни             | 5:08         |
| 11. | «Get Back»                 |                       | 3:53         |
| 12. | «Hey Jude»                 |                       | 7:08         |
| 13. | «Lady Madonna»             |                       | 3:12         |
| 14. | «I Saw Her Standing There» |                       | 3:25         |

## Участники записи
- Пол Маккартни — ведущий вокал, бас-гитара, акустическая гитара
- Расти Андерсон[англ.] — соло-гитара
- Эйб Лабориэл-младший[англ.] — барабаны
- Брайан Рэй[англ.] — ритм-гитара, бас-гитара
- Дэвид Арч (David Arch) — клавишные

(по другим данным) Пол 'Уикс' Уикенс — клавишные